# Toosii
Toosii, pseudonimo di Nau'Jour Lazier Grainger (Syracuse, 9 gennaio 2000), è un cantante e rapper statunitense, diventato noto a livello internazionale grazie al singolo Favorite Song e per il suo album di debutto in studio, Poetic Pain (2020), che ha raggiunto la 17 posizione nella Billboard Hot 200.

## Carriera
Ha iniziato ad ottenere attenzione nel 2019, con l'uscita del singolo Red Lights. Ha poi pubblicato il 30 aprile 2019 il mixtape Who Dat , seguito da un altro Platinum Heart composto da 13 tracce uscito il 7 febbraio 2020, che ha raggiunto il numero uno nella classifica degli album di Billboard Heatseekers. Il mixtape è stato successivamente ristampato in versione deluxe con 20 tracce. Il 18 settembre 2020, il suo primo album in studio uscito inizialmente per la South Coast Music Group, è stato ristampato dalla Capitol Records, etichetta con il quale il 30 settembre ha poi firmato un contratto. Il suo album di debutto Poetic Pain ha debuttato al numero 17 della classifica Billboard 200 nel settembre 2020. Successivamente il singolo Love Cycle è stato certificato disco d'oro dalla Recording Industry Association of America l'11 gennaio 2021. Il 7 maggio 2021, Toosii ha pubblicato il suo settimo mixtape, Thank You for Believing.
Nell'estate 2023, dopo la pubblicazione del secondo disco Naujour, intraprende una tournée sul territorio nazionale e riceve una candidatura agli MTV Video Music Awards 2023 come miglior video R&B.

## Discografia parziale

### Album in studio
- 2020 – Poetic Pain
- 2023 – Naujour